# Sei Fuwa
Sei Fuwa (不破 整 Fuwa Sei?) fue un futbolista japonés que se desempeñaba como guardameta.
Fuwa fue elegido para integrar la selección nacional de Japón para los Juegos Olímpicos de Verano de 1936.

## Trayectoria

### Clubes
| Club       | País  | Año  |
| ---------- | ----- | ---- |
| Waseda WMW | Japón | ???? |

## Palmarés

### Títulos nacionales
| Título             | Club                  | País  | Año  |
| ------------------ | --------------------- | ----- | ---- |
| Copa del Emperador | Universidad de Waseda | Japón | 1938 |